# Дружба (фрегат учебный)
«Дружба» — учебный трёхмачтовый корабль (судно с полным парусным вооружением), порт приписки Одесса, Украина. В настоящее время единственный парусник Украины.
Построено в Польше на Гданьской судоверфи в 1987 году.

## Историческая справка
Учебный парусный корабль «Дружба» явился головным в серии из пяти однотипных парусников, заказанных в Польской Народной Республике для СССР. Помимо «Дружбы», это «Мир» (для ЛВИМУ, г. Ленинград), «Херсонес» (для Черноморского отряда учебных судов, г. Севастополь), «Паллада» (для Дальневосточного института рыбной промышленности и хозяйства) и «Надежда» (для ДВВИМУ им. Г. И. Невельского, г. Владивосток). Прототипом проекта учебного парусника типа «Дружба» является проект учебного парусника типа «Дар Молодёжи».
Это трёхмачтовое судно построено под надзором Польского Регистра по прототипу парусных судов начала XX века; имеет полное вооружение типа «корабль». Паруса управляются исключительно вручную. Судно имеет два дизельных главных двигателя Sulzer мощностью 840 кВт каждый.
В 1992 году в итальянском порту Мессина судно переоборудовано под круизную яхту. Число мест для курсантов сократилось до 30; на месте кубриков появились 29 двухместных пассажирских кают, ресторан на 75 мест, два бара. Судно работало на маршруте Барселона — Балеарские острова, затем (1995—1996) в Болгарии, в 1997 году арендовалось фирмой «Приморье» (владелец Леонид Климов).
С начала XXI века судно стоит в Одесском порту, на нём периодически проходят практику курсанты младших курсов Национального университета «Одесская морская академия».

## Основные технические характеристики судна
- Длина наибольшая (с бушпритом) — 108,6 м,
- Ширина наибольшая — 14,0 м,
- Максимальная осадка — 6,6 м,
- Площадь парусов — 3000 м²,
- Место постройки: Гданьская судоверфь (код проекта — B810/01),
- Главный конструктор: Зигмунд Хорен.